# 群馬県道332号桐生新田木崎線

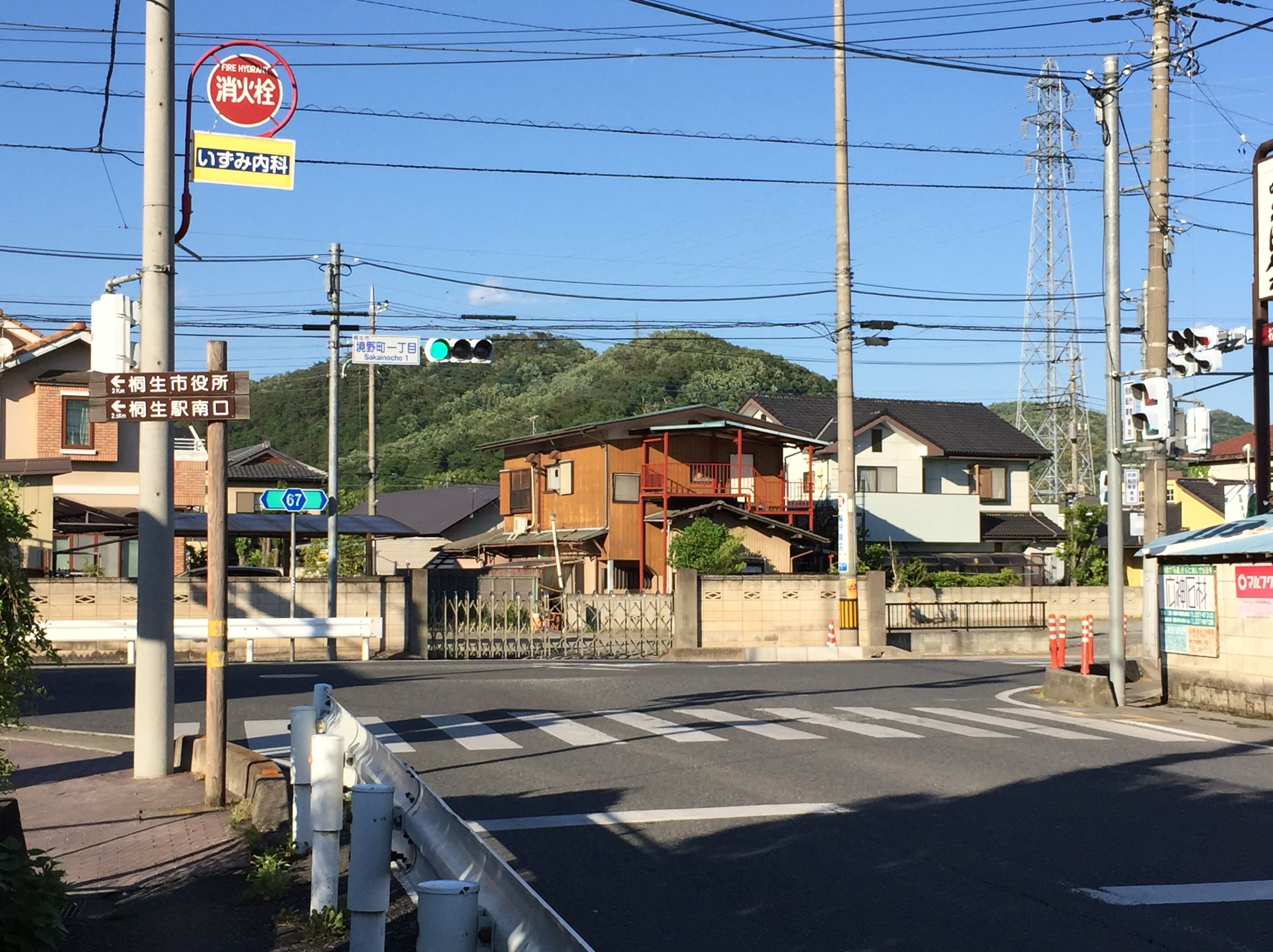
起点・境野町1丁目交差点
（桐生市、2015年5月）

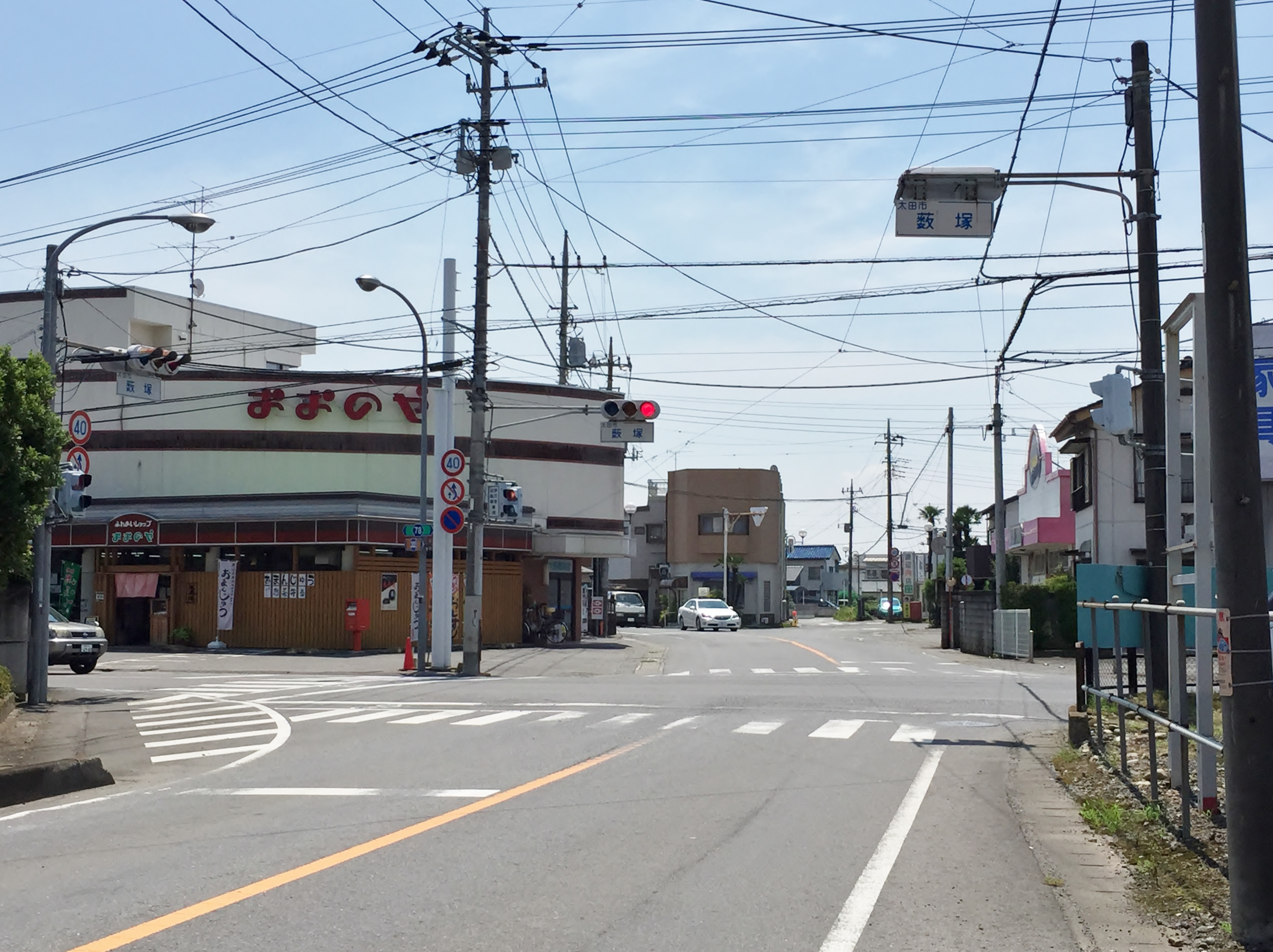
藪塚交差点
（太田市、2015年7月）
新田木崎方面を望む。↖↓方向が県道332号、←→方向が県道78号現道である。

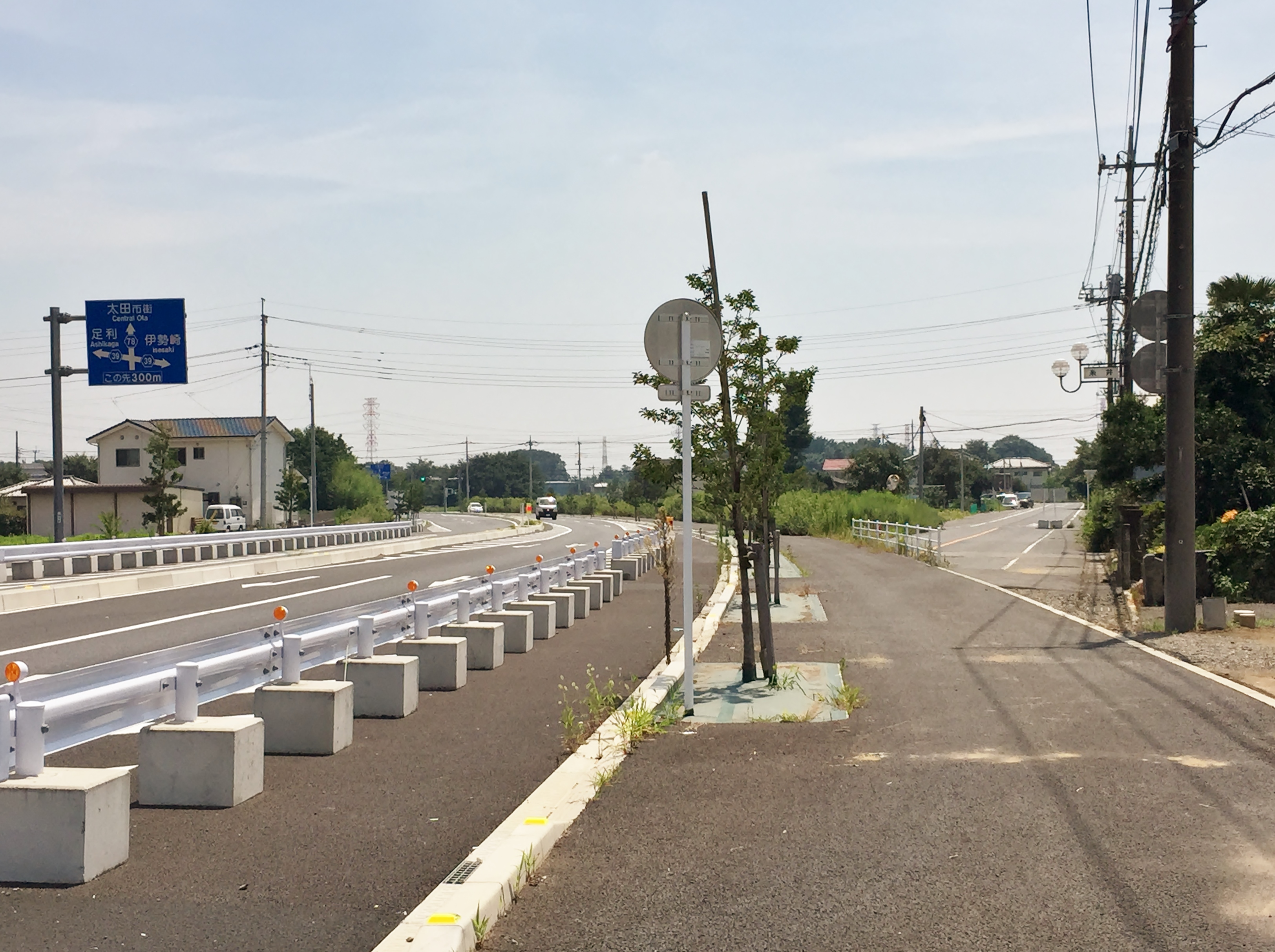
太田市新田小金井町
（2015年7月）
新田木崎方面を望む。↖↓方向が4車線化した県道332号現道、↗方向が県道332号旧道である。

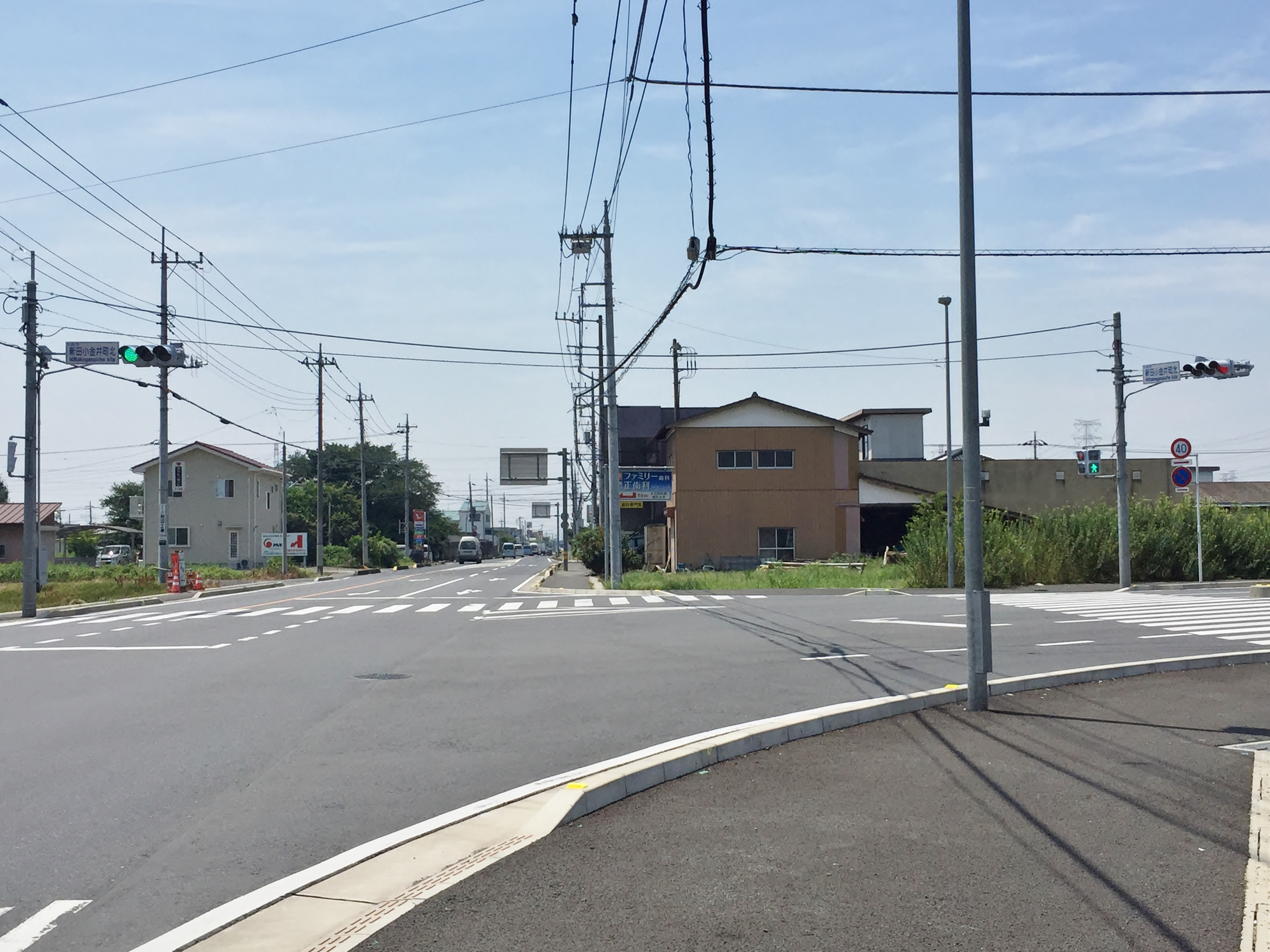
新田小金井町北交差点
（太田市、2015年7月）
新田木崎方面を望む。↑方向が県道332号・39号、→方向が県道332号、↓方向が県道39号、←方向が県道78号新道である。

群馬県道332号桐生新田木崎線（ぐんまけんどう332ごう きりゅうにったきざきせん）は、群馬県桐生市から太田市に至る一般県道である。

## 概要
桐生市の東部に位置する境野町から、籾山峠や藪塚温泉（太田市）を経由し、太田市新田木崎町までを結ぶ路線である。

### 路線データ
- 起点：群馬県桐生市境野町1丁目（群馬県道67号桐生岩舟線交点〈境野町一丁目交差点〉）[注釈 3]
- 終点：群馬県太田市新田木崎町828番（群馬県道311号新田上江田尾島線・群馬県道312号太田境東線交点〈新田木崎町交差点〉）[注釈 4]
- 重要な経過地：新田郡藪塚本町[注釈 5]

## 歴史
- 1959年（昭和34年）9月18日：群馬県より現・道路法に基づき、県道桐生新田線（桐生市 - 新田郡薮塚本町 - 同郡新田町、整理番号17）として路線認定される[1]。
  - 同日、前身路線にあたる県道桐生木崎線（桐生市 - 新田郡新田町、整理番号129）が路線廃止される[2]。

一時期桐生バイパスが完成する前は起点の境野町一丁目から広沢町四丁目まで国道50号に指定されていた。

## 路線状況
桐生市・広沢町交番交差点から太田市・藪塚交差点の区間は峠道になっており、桐生・太田市境に位置する籾山峠を通過する。そのためカーブが多く、大型車は迂回しなくてはならない。
2013年度から2016年度（予定）にかけて、群馬県道78号太田大間々線バイパス（新道）延伸工事に関連した本道の4車線化事業が、太田市新田小金井町から山之神交差点（山之神町）の区間で行われている。

### 重複区間
- 国道50号、国道122号（桐生市広沢町1,4丁目〈広沢町四丁目交差点〉 - 広沢町4,5丁目〈広沢町交番交差点〉）
- 群馬県道39号足利伊勢崎線（太田市新田小金井町〈新田小金井町北交差点〉 - 新田市野井町〈新田市野井町交差点〉）
- 群馬県道2号前橋館林線（太田市新田村田町〈新田村田町交差点〉 - 新田市野井町〈反町薬師入口交差点〉）
- 群馬県道312号太田境東線（太田市新田木崎町 - 同・終点〈新田木崎町交差点〉）

### 道路施設
- 昭和橋（渡良瀬川、桐生市琴平町 - 同市広沢町間ノ島）

## 地理

### 通過する自治体
- 群馬県
  - 桐生市 - 太田市

### 交差する道路
桐生市
- 国道50号、国道122号、国道353号（広沢町1,4丁目・広沢町四丁目交差点）※国道50号・国道122号はここから重複
- 国道50号、国道122号（広沢町4,5丁目・広沢町交番交差点）※両路線ともここまで重複

太田市
- 群馬県道78号太田大間々線（現道）（藪塚町・藪塚交差点）
- 北関東自動車道（山之神町・山之神交差点付近）※ICを介しての直接接続はしない
- 群馬県道39号足利伊勢崎線、群馬県道78号太田大間々線（新道）（新田小金井町・新田小金井町北交差点）※県道39号はここから重複
- 群馬県道39号足利伊勢崎線（新田市野井町・新田市野井町交差点）※ここまで重複
- 群馬県道2号前橋館林線（新田村田町・新田村田町交差点）※ここから重複
- 群馬県道2号前橋館林線（新田市野井町・反町薬師入口交差点）※ここまで重複

### 交差する河川
桐生市
- 渡良瀬川（昭和橋、琴平町 - 広沢町間ノ島）
- 広沢川（広沢町4丁目）

太田市
- 大川（桶谷戸橋、新田木崎町）

### 交差する鉄道
太田市
- 東武桐生線（藪塚町）※踏切による平面交差

### 沿線
桐生市
- 桐生市総合福祉センター（新宿3丁目）
- 小梅琴平公園（小梅町/琴平町）
- 市営間ノ島団地（広沢町間ノ島）
- 桐生市立広沢小学校（広沢町4丁目）
- 桐生市立広沢中学校（広沢町4丁目）
- サウスパーク広沢（広沢町5丁目にあるニュータウン）
- 桐生市南公園（広沢町5丁目）
- 桐生市斎場（広沢町5丁目）

太田市
- 太田双葉カントリークラブ（西長岡町/藪塚町にあるゴルフ場）
- 藪塚温泉（藪塚町）
- 太田市立藪塚本町歴史民俗資料館（藪塚町）
- ジャパンスネークセンター（藪塚町）
- 三日月村（藪塚町）
- 藪塚駅（東武桐生線）（藪塚町）
- 市営三島住宅（山之神町）
- 市野倉工業団地（新田市野倉町）
- 太田市立生品小学校（新田村田町）
- 太田市立生品中学校（新田市野井町/新田村田町）
- グリーンタウンいくしな（新田瑞木町/新田村田町にあるニュータウン）
- 反町薬師（照明寺）（新田反町町）
- 新田中部工業団地（新田反町町/新田木崎町）